# بیابان تاتاکوئا
بیابان تاتاکوئا (Tatacoa) منطقه‌ای خشک در کلمبیا است که با مساحت ۳۳۰ کیلومتر مربع از نظر وسعت، رتبهٔ دوم را در کلمبیا پیدا کرده‌است. این بیابان در شمال شهرستان اویلا، ۳۸ کیلومتری نیوا در کلمبیا و ۱۵ کیلومتری ناتاگایما در تولیما است. این بیابان دارای دو رنگ مشخص قرمز و خاکستری است.
در ۱۵۳۸ گنسالو خیمنس د کسادا که یک کنکیستادور بود، نام درهٔ اندوه‌ها را بر این بیابان نهاد چون این منطقه تنها یک بیابان نیست بلکه یک جنگل خشک شده‌است. تاتاکوئا در اسپانیایی به معنای مار زنگی است.

## پوشش گیاهی و جانوری
گیاهان در این منطقه با شرایط سخت آب و هوایی سازگار شده‌اند، ریشهٔ گیاهان در طول تا ۳۰ متر و در عمق تا ۱۵ متر رشد می‌کند تا به آب برسد. از جله جانوران این بیابان می‌توان به لاک‌پشت، جوندگان، مار، عنکبوت، کژدم، عقاب و گربه‌های وحشی اشاره کرد.
کاکتوسها در این منطقه به ۴ تا ۵ متر طول می‌رسند.